# Exhibit B: The Human Condition
Exhibit B: The Human Condition (englisch Ausstellungsstück B: Die Conditio humana) ist das neunte Studioalbum der US-amerikanischen Thrash-Metal-Band Exodus. Das Album wurde am 7. Mai 2010 via Nuclear Blast veröffentlicht. Es ist das letzte mit Rob Dukes als Sänger.

## Entstehung
Exhibit B: The Human Condition, vom Titel her an The Atrocity Exhibition – Exhibit A anschließend, beschäftigte sich mit Themen wie Krieg, Religion sowie weiteren politischen und sozialen Gegebenheiten. Gary Holt sagte, es behandle „Grausamkeit, Ignoranz, Unmenschlichkeit und Brutalität“. Das Cover ist an den vitruvianischen Menschen Leonardo da Vincis angelehnt. Die Band wollte damit die Gewalt des Menschen darstellen.
Auch bei diesem Album schrieb Gary Holt alle Lieder, außer „The Ballad of Leonard and Charles“ und „Democide“, die von Rob Dukes und Lee Altus geschrieben wurden. Bei den Aufnahmen zum Album steuerte Brendon Small das Gitarrensolo zum Bonustrack „Devil’s Teeth“ bei. Peter Tägtgren übernahm den Hintergrundgesang bei „The Sun Is My Destroyer“. Raymond Anthony spielte Keyboards bei „The Ballad of Leonard and Charles“.

## Rezeption
Auf der Webseite Allmusic.com schrieb Greg Prato, Exodus hätten es immer schnell und zornig gemocht, und sie enttäuschten mit dem Album sicher nicht.

## Titelliste
1. The Ballad of Leonard and Charles (7:14) (Lee Altus, Rob Dukes)
2. Beyond the Pale (7:39) (Gary Holt)
3. Hammer and Life (3:31) (Holt)
4. Class Dismissed (a Hate Primer) (7:14) (Holt)
5. Downfall (6:21) (Holt)
6. March of the Sycophants (6:45) (Holt)
7. Nanking (7:22) (Holt)
8. Burn, Hollywood, Burn (4:05) (Holt)
9. Democide (6:36) (Altus, Dukes)
10. The Sun Is My Destroyer (9:32) (Holt)
11. A Perpetual State of Indifference (2:24) (Holt)
12. Good Riddance (5:33) (Holt)

### Bonustrack diverser CD- und LP-Pressungen
1. Devil’s Teeth (4:14) (Dukes, Holt)

### Bonustrack der japanischen CD-Veröffentlichungen
1. Don’t Make No Promises (2:54) (Herman Rarebell, Matthias Jabs)

### Coverversion
- „Don’t Make No Promises“ ist eine Scorpions-Coverversion und heißt eigentlich mit ganzem Titel „Don’t Make No Promises (Your Body Can’t Keep)“. Das Lied wurde ursprünglich 1980 auf dem Album Animal Magnetism veröffentlicht.